# 呂煥章
呂煥章（1924年4月4日—1950年11月7日），中国共产党党员，台湾台中州台中市人，台中一中、臺中師範學校數學系畢業，曾任萊園中學、北斗中學教師，二七部隊中師隊、受洪幼樵指示成立台中武裝工委，1949年3月遭到逮捕，1950年11月7日遭槍決於台北馬場町。

## 生平

### 反日青年
呂煥章，日治台中州鹿港街人，1924年4月4日生於鹿港書香門第，父呂嶽任職於金融業，為知名書法家，並曾任教於台中一中，呂煥章1937年畢業於臺中師範學校附屬公學校，並考入該校高等科繼續就讀，1939年畢業後考入台中一中，1942年被日本當局徵召為學徒兵擔任機槍手，在學期間並學習劍道，為劍道三段高手，1944年畢業後考入省立臺中師範學校數學系1947年畢業。
呂煥章深具反日的愛國思想，在師範學校就讀期間曾與同學組織「幻組」對抗日本人，結交中部反日志士，參與楊逵的讀書會，1945年台灣光復，楊逵成立新生活促進隊，呂煥章經常前往首陽農場參加集會，進而結識鍾逸人、張金爵、賴瓊煙、施部生、謝雪紅、蔡鐵城等人，1947年，二二八事件爆發，呂煥章返回中師號召學弟參與謝雪紅成立的二七部隊，擔任中師隊領隊，與政府軍戰鬥，轉進駐大安溪頂，部隊解散後將武器藏匿於白毛山，在水里方向與陳篡地部隊會師。

### 加入共產黨
1947年呂煥章由李舜雨吸收加入共產黨，透過李舜雨介紹認識省工委中部地區負責人洪幼樵，開始發展台中地區組織，並由張志忠指導分別設立白毛山、鴨潭山、竹子坑、石岡等武裝基地，1948年呂煥章任教於霧峰萊園中學，隔年任職於北斗中學，期間持續發展共黨組織，吸收同校教師李繼仁、簡慶雲成立北斗支部，師院黃介石成立師院支部等，呂煥章、施部生、李漢堂並成立台中武裝工委，為擴充組織財源進行綁票、搶劫等活動。
亡命山區的呂煥章發動張建三與廖文珍在日月潭公路車霧峰草湖站搶劫旅客，並將車開至白毛山基地，成員呂國昭甚至綁架殺害教師畢克鈞。

### 身死馬場町
1949年3月白毛山基地遭圍剿，江榮顯、吳江海、陳俊業、黃碧泉於白毛山基地圍捕時遭擊斃，呂煥章遭到逮捕，入獄後呂煥章遭到無情的審訊。1950年11月7日呂煥章與同案施部生、張建三、李金木、莊朝鐘、林如松、彭沐興、黃士性、劉嘉憲，槍決於於台北馬場町刑場。
其弟呂曉村當時正在台北就讀臺灣省立行政專科學校，1950年11月8日行經台北火車站看見其兄遭槍決的告示乃告知家人噩耗，一個月後由其代表領取呂煥章骨灰返鄉安葬。